# جورج هوچگسانگ
جورج هوچگسانگ (انگلیسی: Georg Hochgesang; ۳ نوامبر ۱۸۹۷ – ۱۲ ژوئن ۱۹۸۸) بازیکن فوتبال اهل آلمان بود.
از باشگاه‌هایی که در آن بازی کرده‌است می‌توان به باشگاه فوتبال نورنبرگ و باشگاه فوتبال فورتونا دوسلدورف اشاره کرد.
وی همچنین در تیم ملی فوتبال آلمان بازی کرده‌است.